# کافه دو مگو

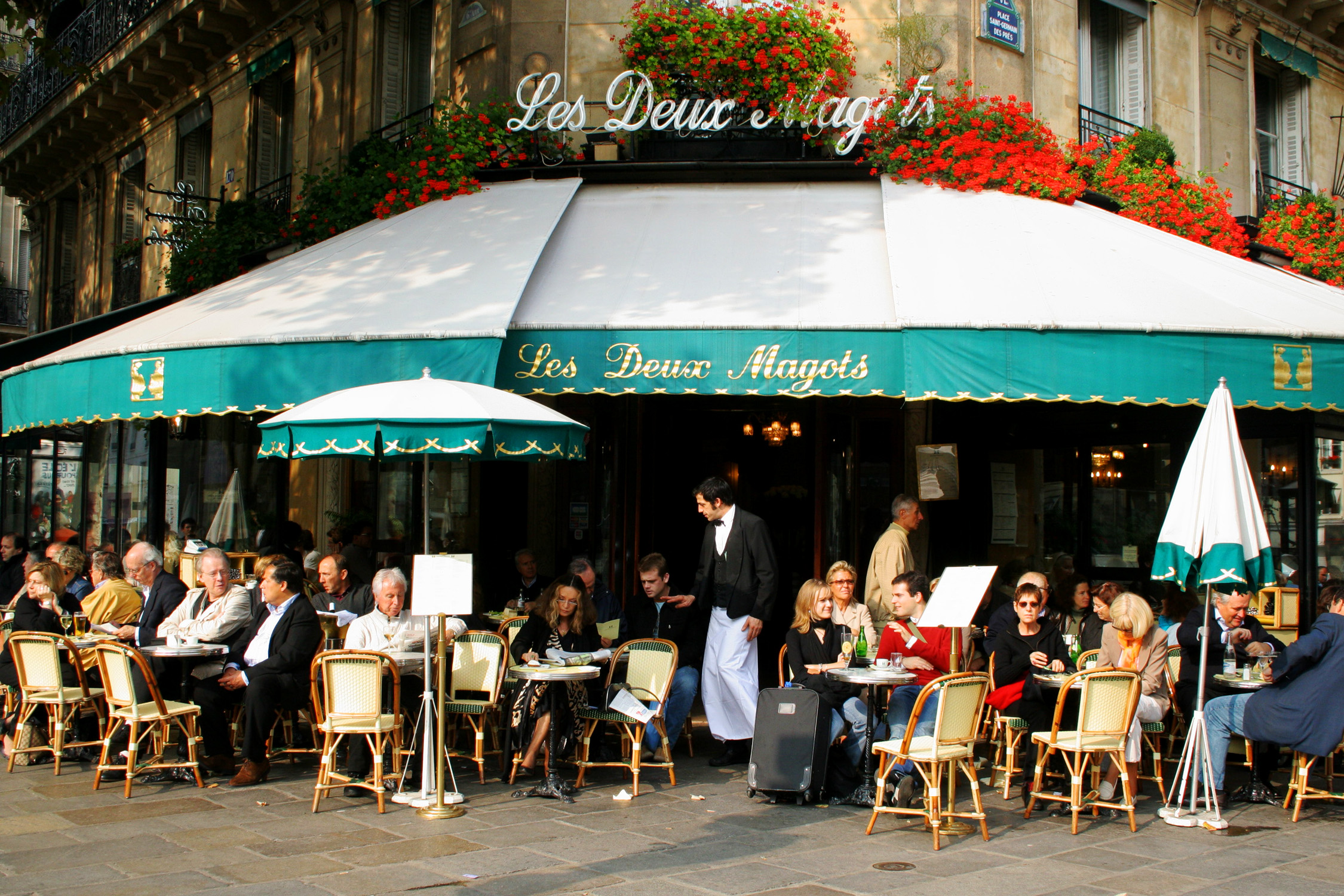
کافه دو مگو

کافه دو مگو (به فرانسوی: Les Deux Magots) یکی از کافه-رستوران‌های مشهور فرانسه است که در بلوار سن ژرمن پاریس قرار دارد. این کافه روزگاری پاتوق ادیبان و روشنفکرانی همچون سیمون دوبووار، ژان پل سارتر، ارنست همینگوی، آلبر کامو، پابلو پیکاسو و هنرمندان سوررئالیست بود.
از سال ۱۹۳۳ هرساله جایزه دومگو به یک رمان فرانسوی اهدا می‌شود. نام کافه برگرفته از دو مجسمه مأمور بازرگانی چینی (مگو Magots) است که زینت‌بخش یکی از ستون‌های داخل کافه هستند. از این کافه در فیلم مادر و روسپی به کارگردانی ژان استاش در سال ۱۹۷۳ فیلمبرداری شده‌است.

## نگارخانه

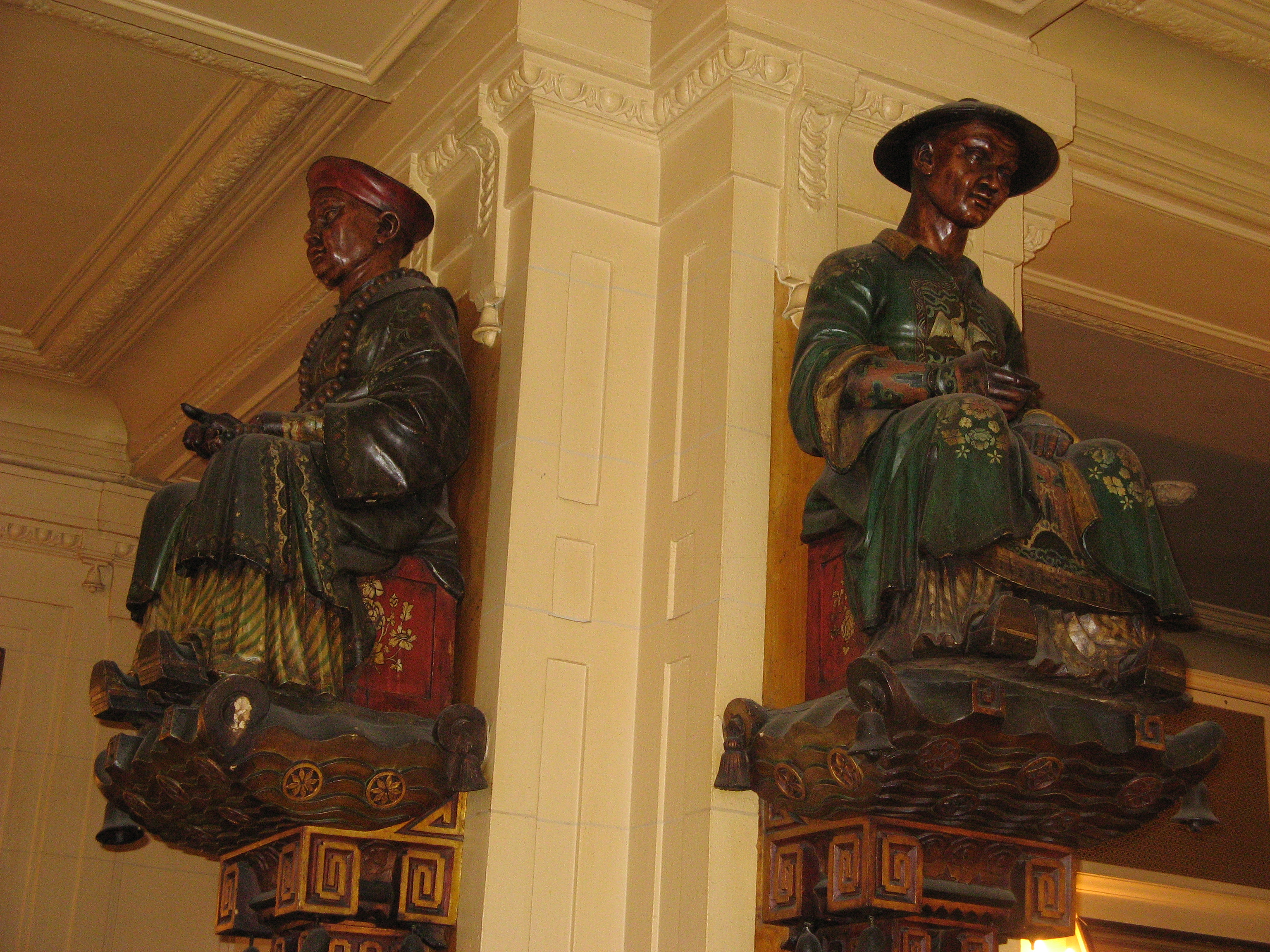
پیکره دو مگو، داخل کافه
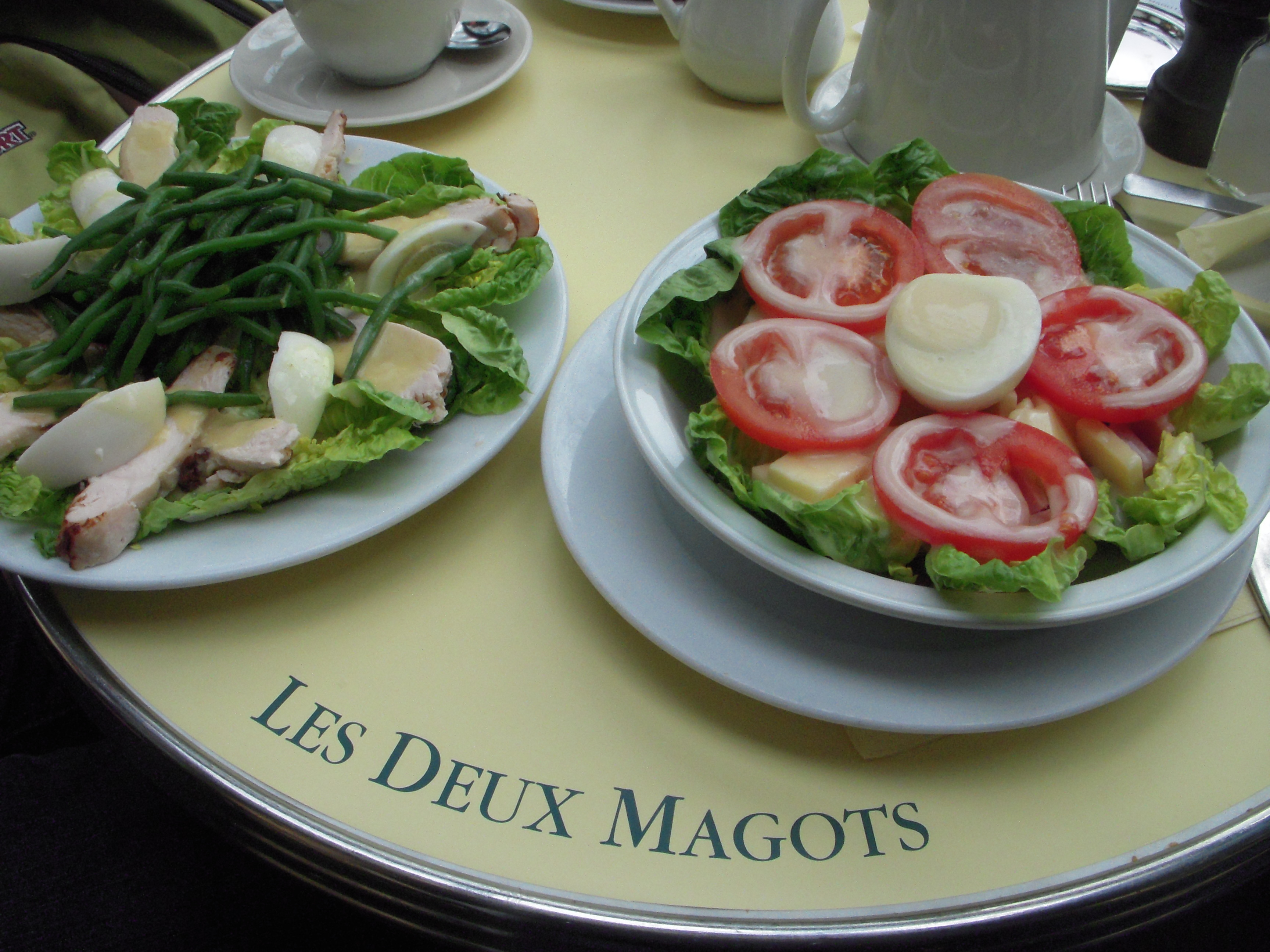
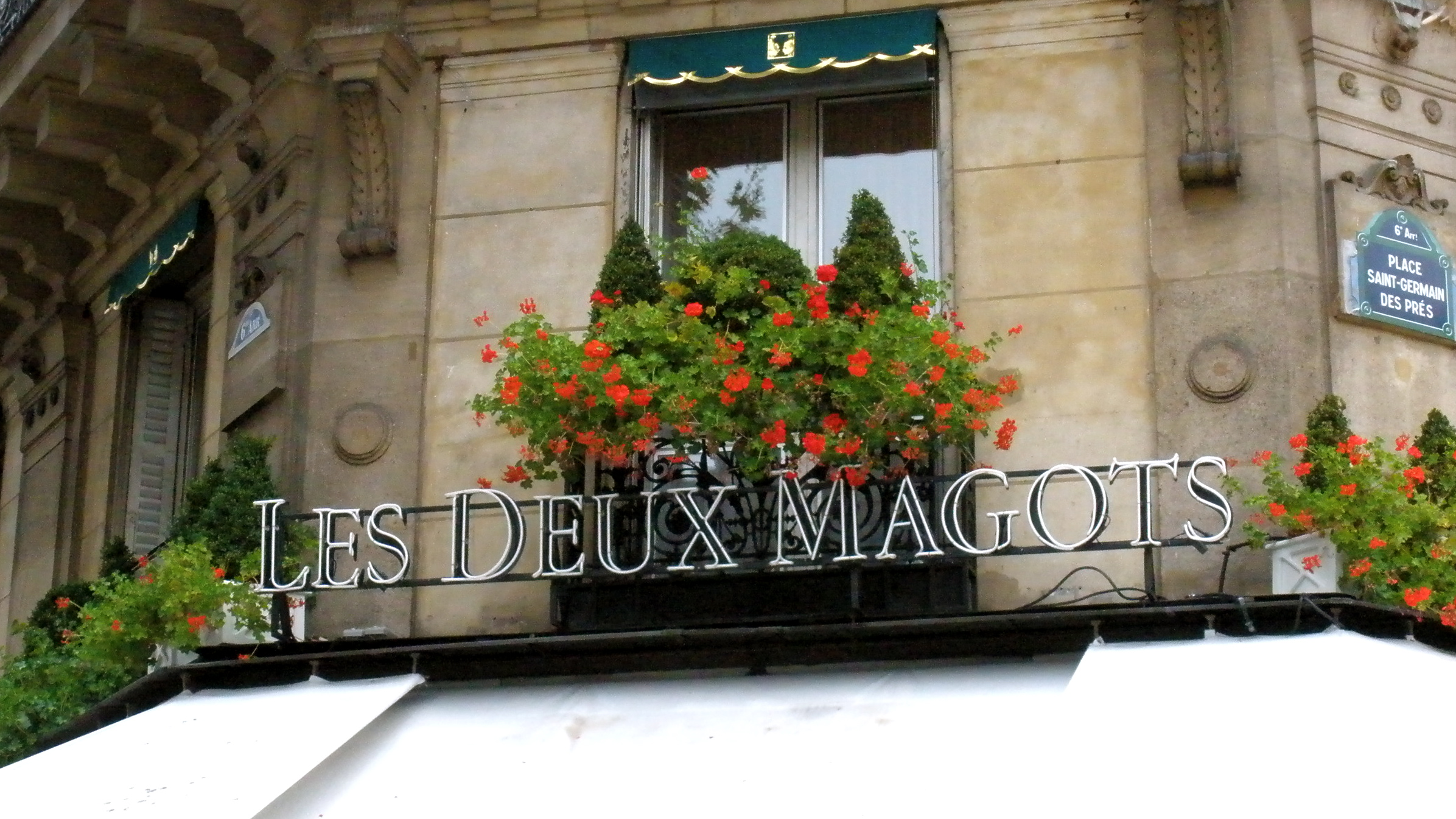
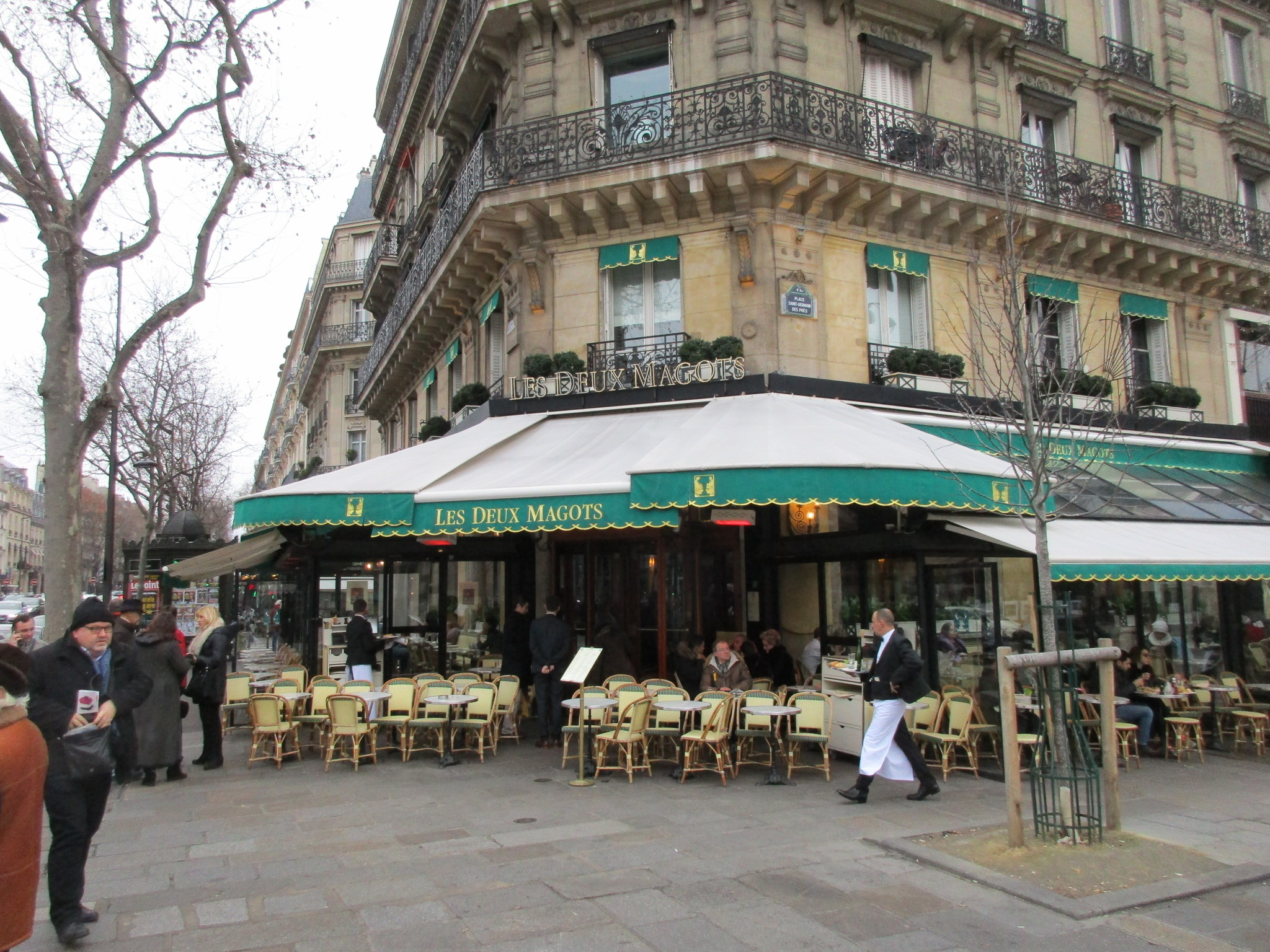
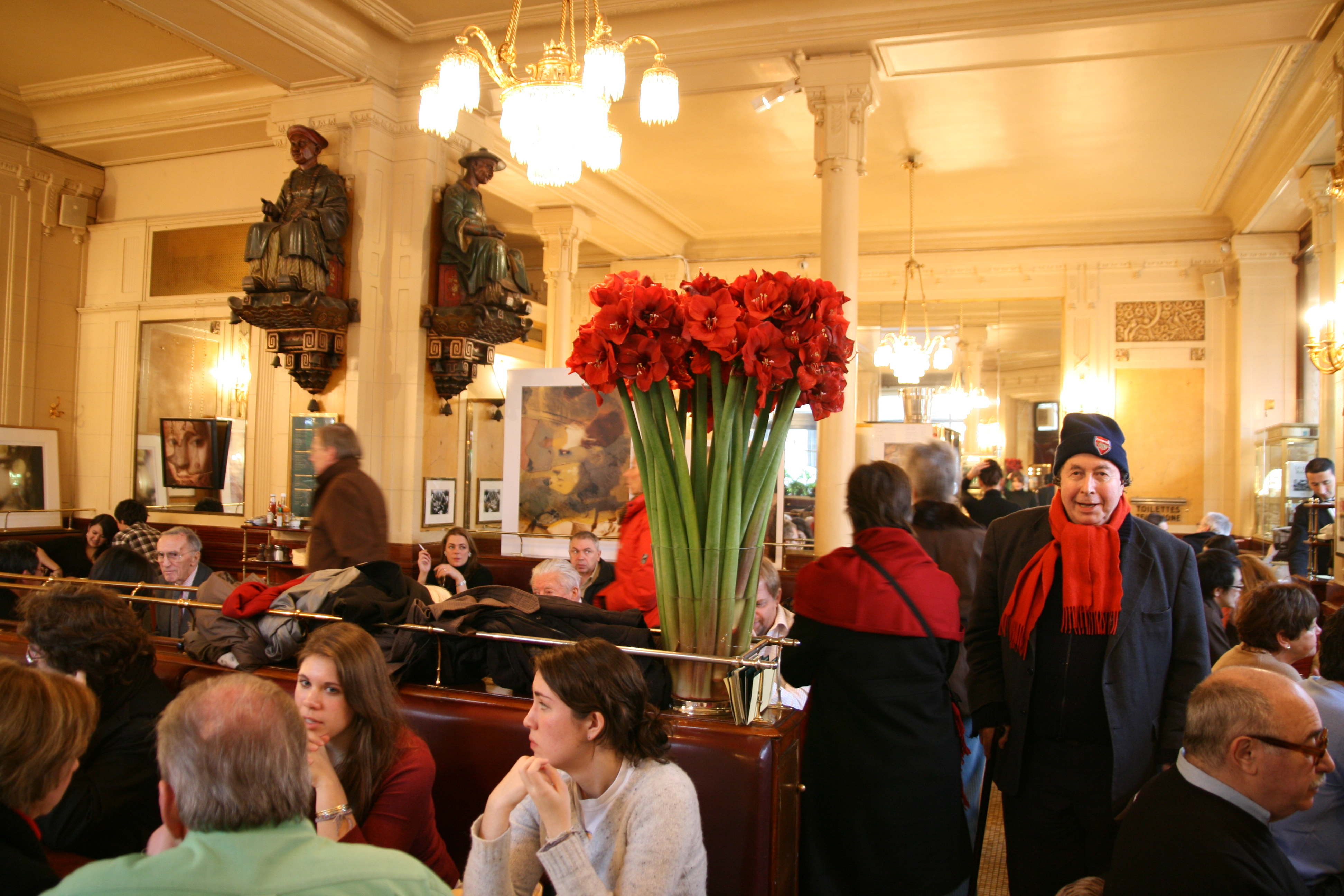
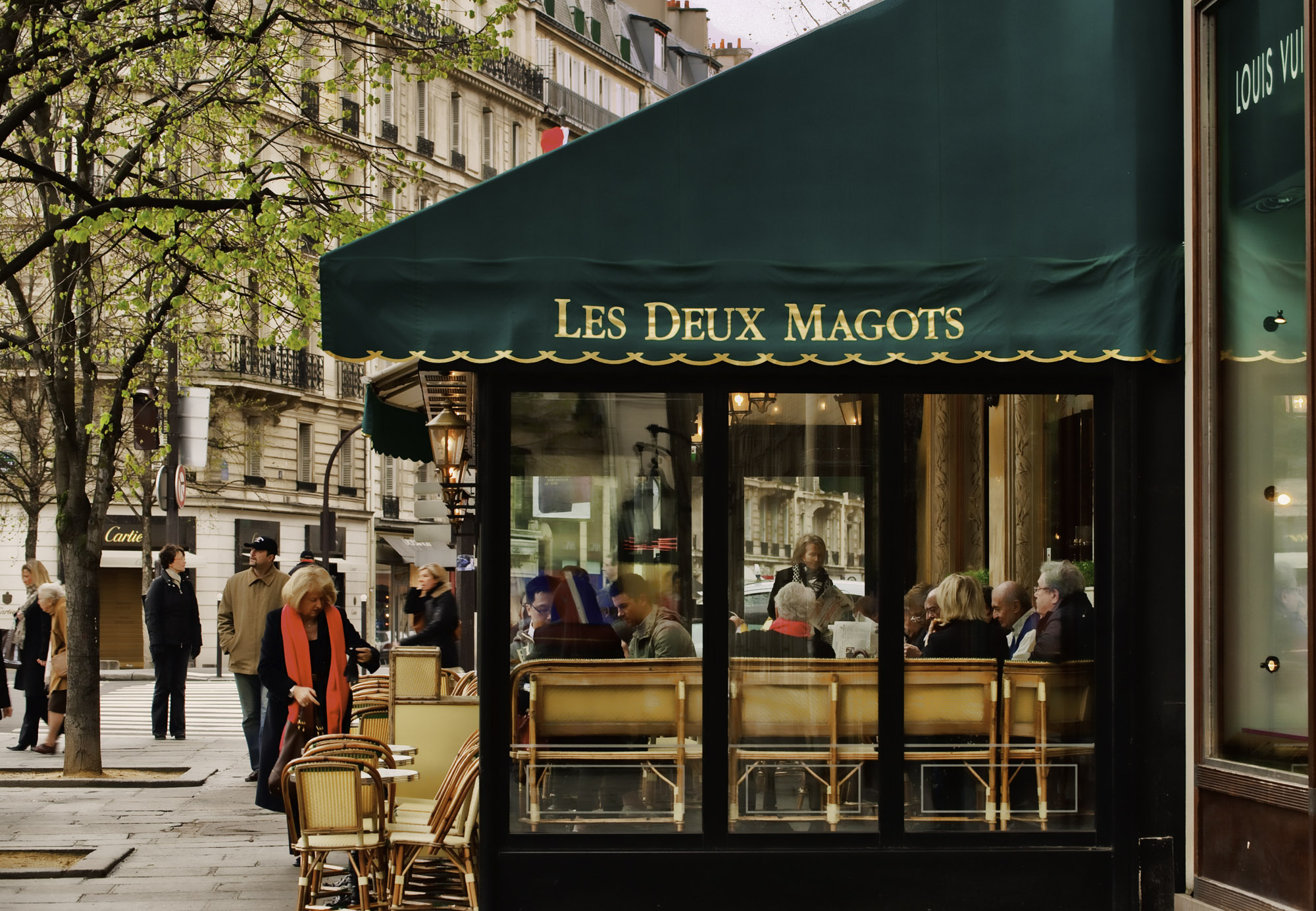
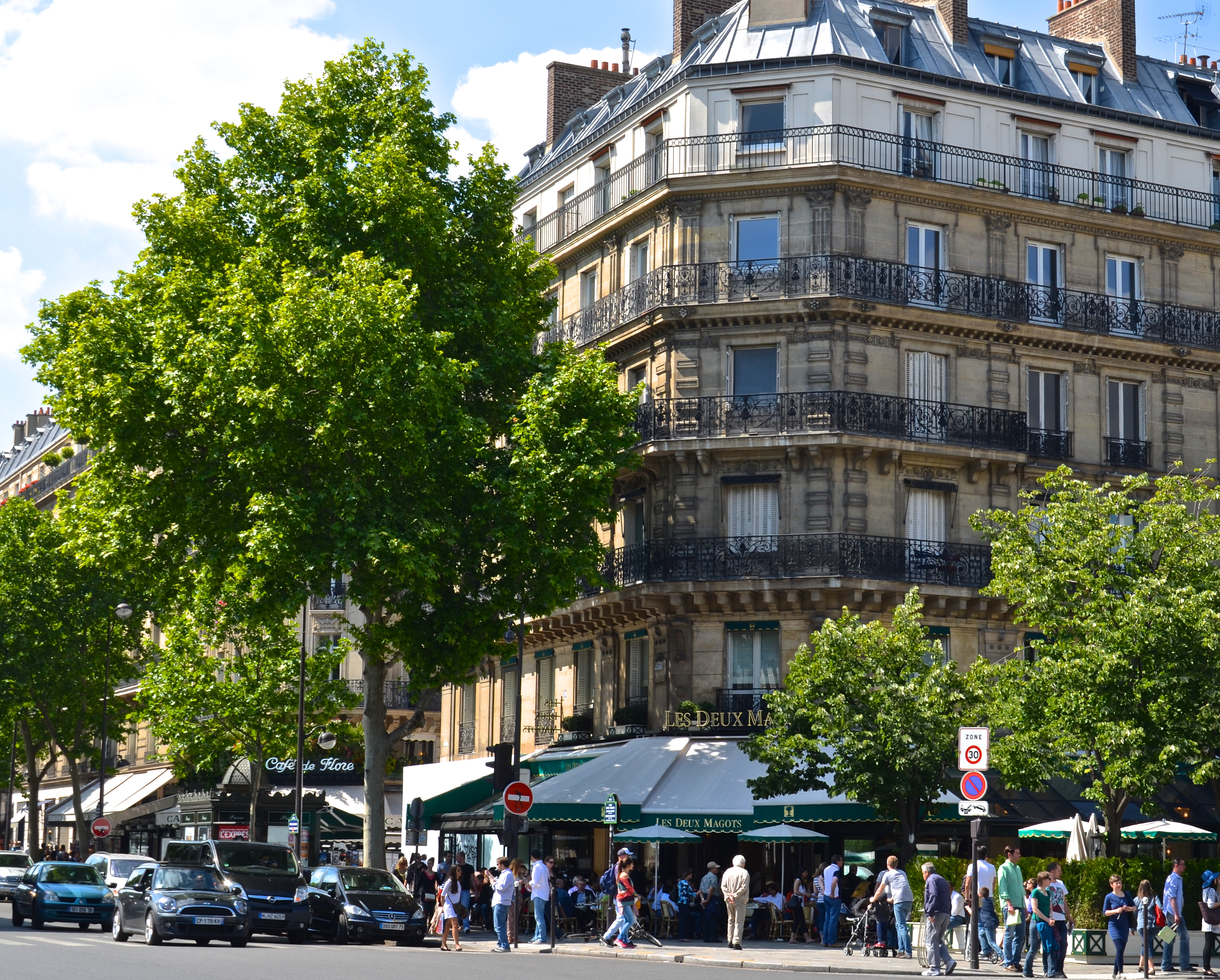
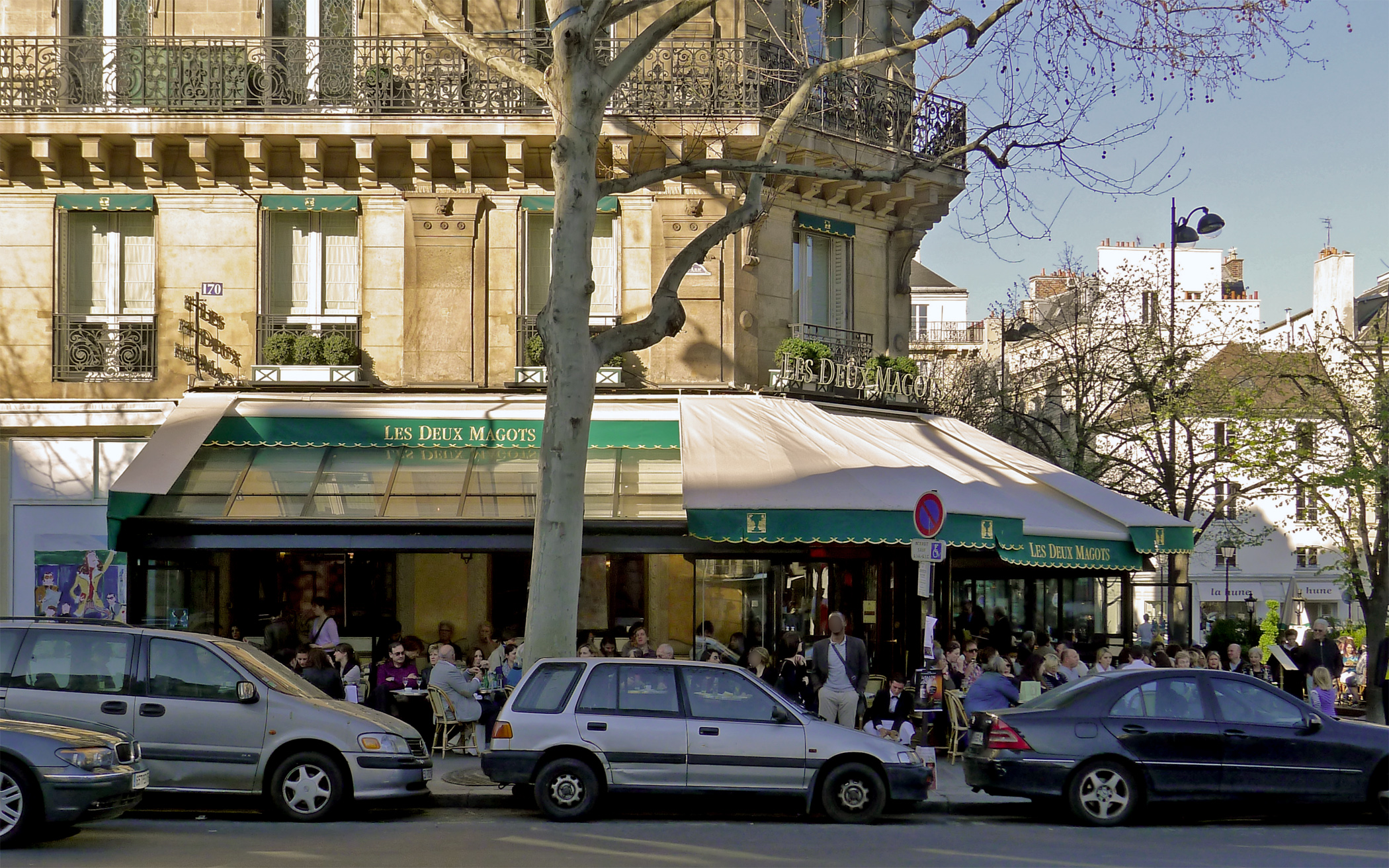
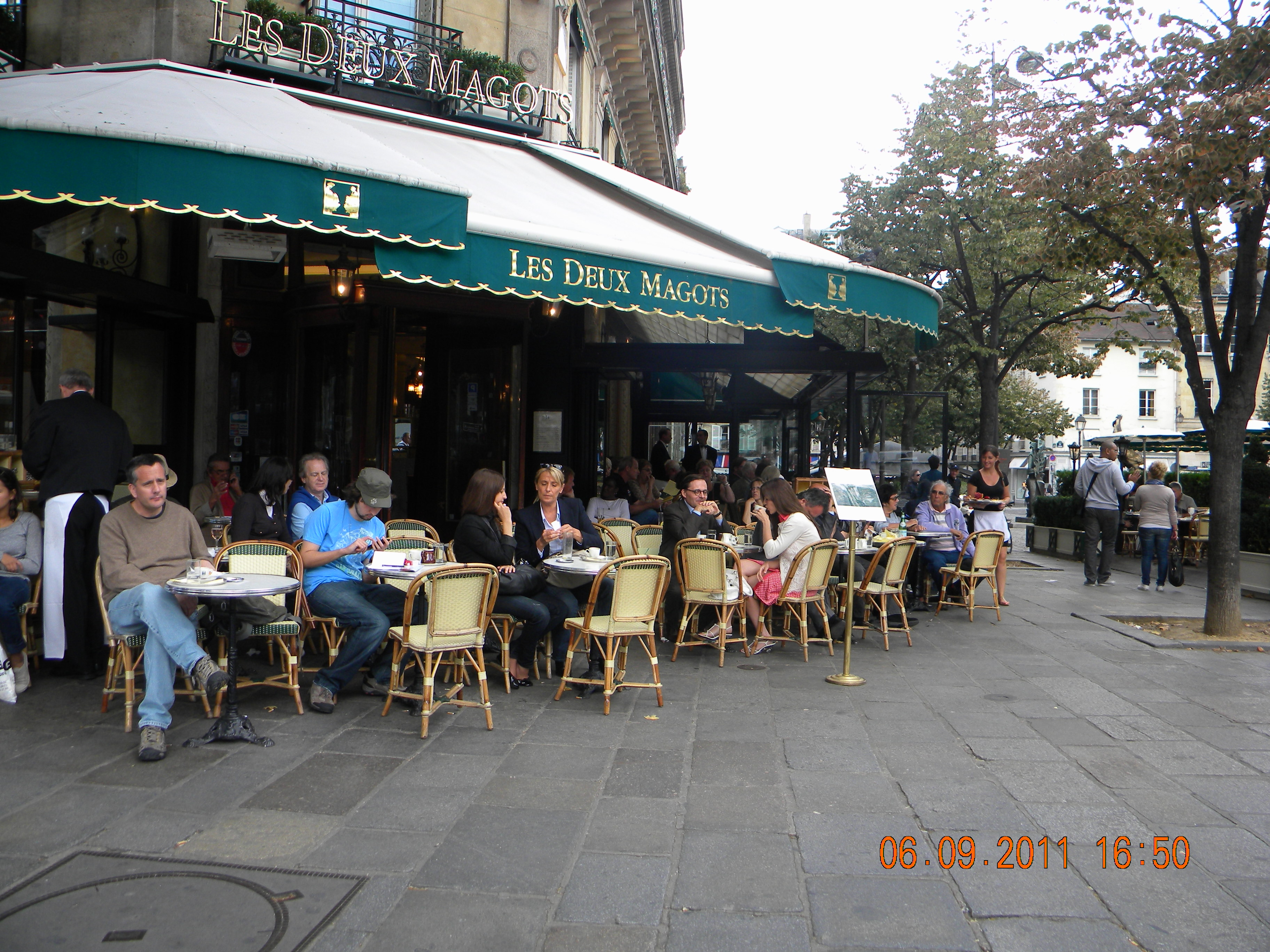